# 알이티하드 알렉산드리아 클럽
알 이티하드 알렉산드리아 클럽(아랍어: نادي الإتحاد السكندري, 영어: Al Ittihad Alexandria Club)는 1914년에 창단된 이집트의 축구 클럽으로, 알렉산드리아를 연고로 하고 있다. 현재 이집트의 최상위 리그인 이집트 프리미어리그에 참가하고 있다.
알이티하드는 1921년 이집트 축구 협회 창립을 지지한 최초의 클럽으로, 이는 알렉산드리아에서 클럽의 인기를 높이는 데 크게 기여했다.

## 선수 명단

### 현역
- 크리스토방 파시엔시아 마불룰로(2021 ~ )

## 같이 보기
- 이집트 프리미어리그